# MP da Last Don
Albums de Master P
Ghetto D
(1997) Only God Can Judge Me
(1999)
Singles
1. Goodbye to my Homies
Sortie : 1998
2. Make Em Say Uhh Pt.2
Sortie : 1998
3. Hot Boys and Girls
Sortie : 1999

MP da Last Don est le septième album studio de Master P, sorti le 2 juin 1998.
L'opus comporte des invités de marque comme Snoop Dogg, Bone Thugs-N-Harmony, E-40 ou encore UGK.
MP da Last Don était annoncé comme le dernier album de Master P, il n'en fut rien puisqu'Only God Can Judge Me sortira l'année suivante.
L'album s'est classé à la première place du Billboard 200 et du Top R&B/Hip-Hop Albums, se vendant à 496 000 exemplaires la première semaine. Il a été certifié quadruple disque de platine par la Recording Industry Association of America (RIAA) le 10 juillet 1998 avec plus de 4 millions de copies écoulées aux États-Unis. Cet album reste encore aujourd'hui le plus grand succès critique et commercial du rappeur.
Le magazine Complex a inclus MP da Last Don à la 9e place de sa liste des « 25 meilleurs albums de No Limit ».

## Liste des titres
| 1.  | Da Last Don                                                                  | Smooth Criminal de Michael Jackson                               | 3:36 |
| 2.  | Till We Dead and Gone (featuring Bone Thugs-N-Harmony)                       |                                                                  | 5:18 |
| 3.  | Thinkin' Bout U (featuring Mia X et Mo B. Dick)                              | Thinkin' About Ya du Timex Social Club                           | 3:46 |
| 4.  | Soldiers, Riders & G's (featuring Snoop Dogg, Mystikal et Silkk the Shocker) |                                                                  | 4:34 |
| 5.  | The Ghetto's Got Me Trapped (featuring Sons of Funk et Silkk the Shocker)    |                                                                  | 2:35 |
| 6.  | Get Your Paper (featuring E-40)                                              |                                                                  | 4:44 |
| 7.  | Ride                                                                         |                                                                  | 4:06 |
| 8.  | Thug Girl (featuring Snoop Dogg et Silkk the Shocker)                        | Dumb Girl de Run–DMC Criminal Minded des Boogie Down Productions | 3:13 |
| 9.  | These Streets Keep Me Rollin' (featuring Fiend)                              |                                                                  | 3:07 |
| 10. | Black and White (featuring Fiend et Silkk the Shocker)                       | A Love of Your Own de l'Average White Band                       | 4:45 |
| 11. | War Wounds (featuring Snoop Dogg, Mystikal, Fiend et Silkk the Shocker)      |                                                                  | 4:22 |
| 12. | Dear Mr. President (featuring Mac)                                           |                                                                  | 4:13 |
| 13. | Mama Raised Me (featuring Snoop Dogg et Soulja Slim)                         | This Is for the Lover in You de Shalamar                         | 3:11 |
| 14. | Let My 9 Get 'Em                                                             |                                                                  | 3:20 |

| 1.  | More 2 Life (featuring C-Murder)                                                 |                                                          | 3:43 |
| 2.  | Ghetto Life (featuring UGK, Mo B. Dick et Odell)                                 |                                                          | 4:54 |
| 3.  | Gangsta Bitch (featuring Steady Mobb'n)                                          | Love Hangover de Diana Ross                              | 3:50 |
| 4.  | So Many Souls Deceased (featuring Ghetto Commission)                             |                                                          | 4:23 |
| 5.  | Rock-A-Bye Haters                                                                | Rock-a-bye Baby (Traditionnel)                           | 0:23 |
| 6.  | Snitches (featuring Snoop Dogg)                                                  | Haboglabotribin' de Bernard Wright                       | 4:08 |
| 7.  | Family Business                                                                  |                                                          | 0:28 |
| 8.  | Let's Get 'Em (featuring C-Murder et Magic)                                      |                                                          | 4:14 |
| 9.  | Goodbye to My Homies (featuring Mo B. Dick, Sons of Funk et Silkk the Shocker)   | It's So Hard to Say Goodbye to Yesterday de G.C. Cameron | 4:12 |
| 10. | Welcome to My City (featuring Mac et Larry)                                      |                                                          | 3:25 |
| 11. | Ghetto Love (featuring Mia X et Mo B. Dick)                                      | Portrait of Tracy de Jaco Pastorius Rain de SWV          | 3:35 |
| 12. | Make 'Em Say Uhh #2 (featuring Fiend, Snoop Dogg, Mia X et Silkk the Shocker)    |                                                          | 4:28 |
| 13. | Hot Boys and Girls (featuring Mystikal, Mia X, Silkk the Shocker et Kane & Abel) | Ashley's Roachclip des Soul Searchers                    | 5:24 |
| 14. | Reverse the Game                                                                 |                                                          | 0:31 |
| 15. | Eternity (featuring C-Murder et Mr. Serv-On)                                     |                                                          | 4:11 |